# Hartlöten

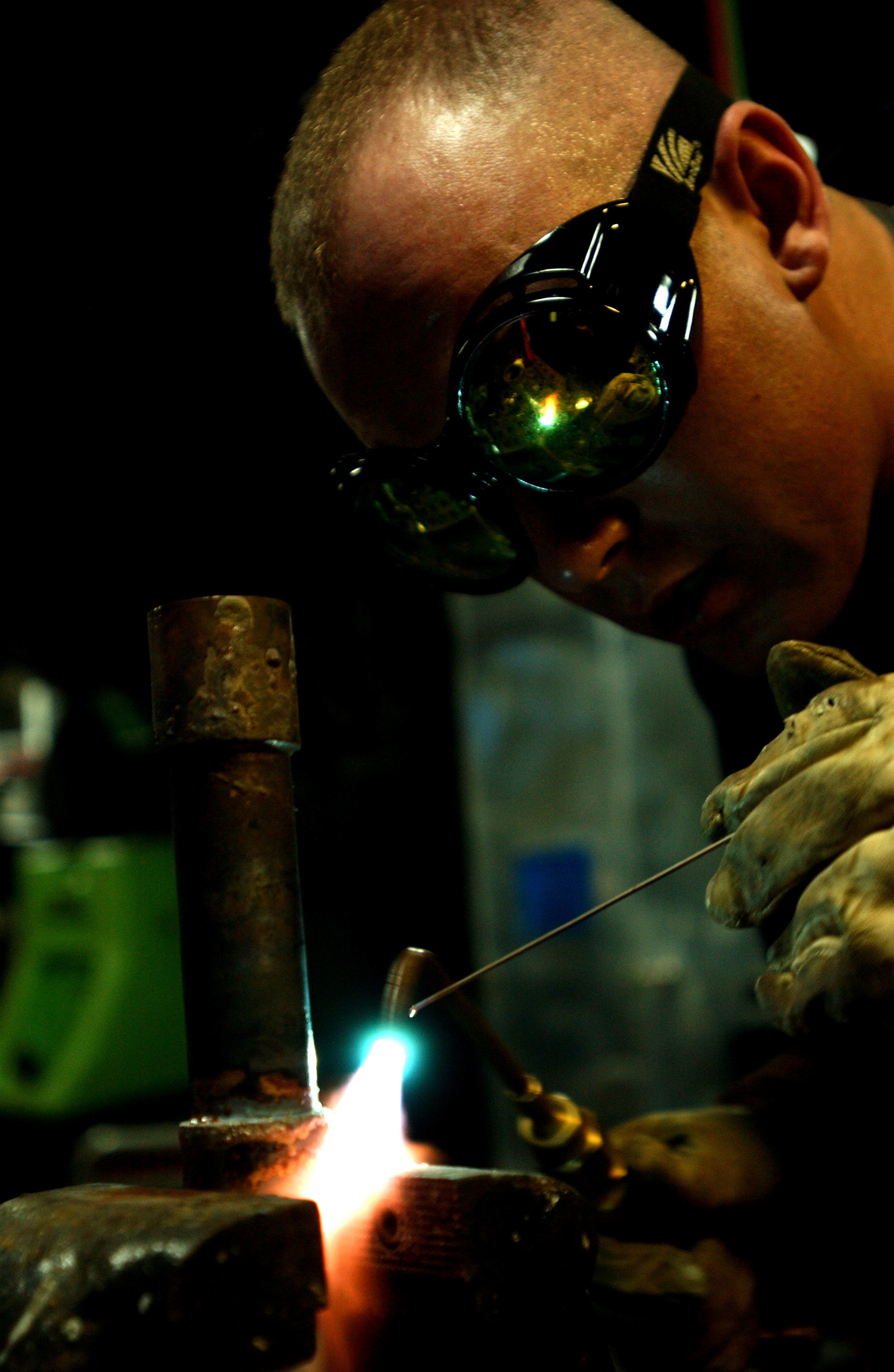
Hartlöten

Hartlöten ist eine spezielle Art des Lötens und gehört zu den Fertigungsverfahren. Es ist ein Fügeverfahren mit Hartlot als Zusatzwerkstoff zur stoffschlüssigen Verbindung metallischer Werkstücke. Die Löttemperatur liegt definitionsgemäß über 450 °C.

## Eigenschaften
Hartlötverbindungen weisen im Allgemeinen eine geringere Festigkeit auf als Schweißverbindungen, aber fast immer eine höhere als Weichlötverbindungen.
Hartlötverbindungen sind durch die verwendeten Materialien leitfähig für Wärme und Strom.
Durch die Verwendung verschiedener Materialien tritt der Peltiereffekt auf.
Werkstoffe, die zum Hartlöten geeignet sind:
- Stahl
- Kupfer
- Messing
- Silber und Silberlegierungen z. B. Sterlingsilber
- Goldlegierungen z. B. Gelbgold, Rotgold, Roségold und Weißgold in 8, 14 und 18 Karat

Als Lote kommen meist Legierungen zum Einsatz, die zum einen einen günstigen Schmelzpunkt aufweisen und zum anderen Metallbestandteile enthalten, die eine gute Verbindung mit den Werkstücken ermöglichen. Müssen kleine Spalten verlötet werden, muss einerseits die Viskosität der Schmelze klein sein und andererseits die Oberflächenspannung einen Kapillareffekt ermöglichen. Dies macht oft die Verwendung von Flussmitteln erforderlich, die auch störende Oxidschichten von Werkstücken fernhalten. Im Schmuckbereich kommen stempelfähige Lote zum Einsatz, deren Feingehalt der jeweiligen Edelmetalllegierung des Werkstücks entspricht. Lediglich die Zusammensetzung der übrigen Legierungsbestandteile des Lotes unterscheidet sich von denen der Edelmetalllegierung des Werkstücks.
Übliche Lote sind, z. B. nach DIN EN 1044:
- silber- und phosphorhaltige Lote für die Verlötung von Kupfer und anderen NE-Metallen
- Kupfer-Phosphor-Hartlote zum Erzeugen reiner Kupferverbindungen
- stark silberhaltige Lote (45 %) mit niedrigem Schmelzpunkt
- stempelfähige Lote der verschiedenen Edelmetalllegierungen in den Abstufungen streng, mittel und weich
- siliziumhaltige Aluminiumlote zum ausschließlichen Löten von Aluminium
- Messinghartlote für die Verbindung von allen Stählen, Kupfer und vielen nickelhaltigen Materialien
- Lote auf Nickelbasis mit Schmelzpunkten um 1000 Grad Celsius für temperaturbeständige Verbindung von Stählen

Lote auf Basis von Bronzen sind unüblich.

## Einsatz
Hartlötverbindungen finden sich:
- in der Sanitärinstallation

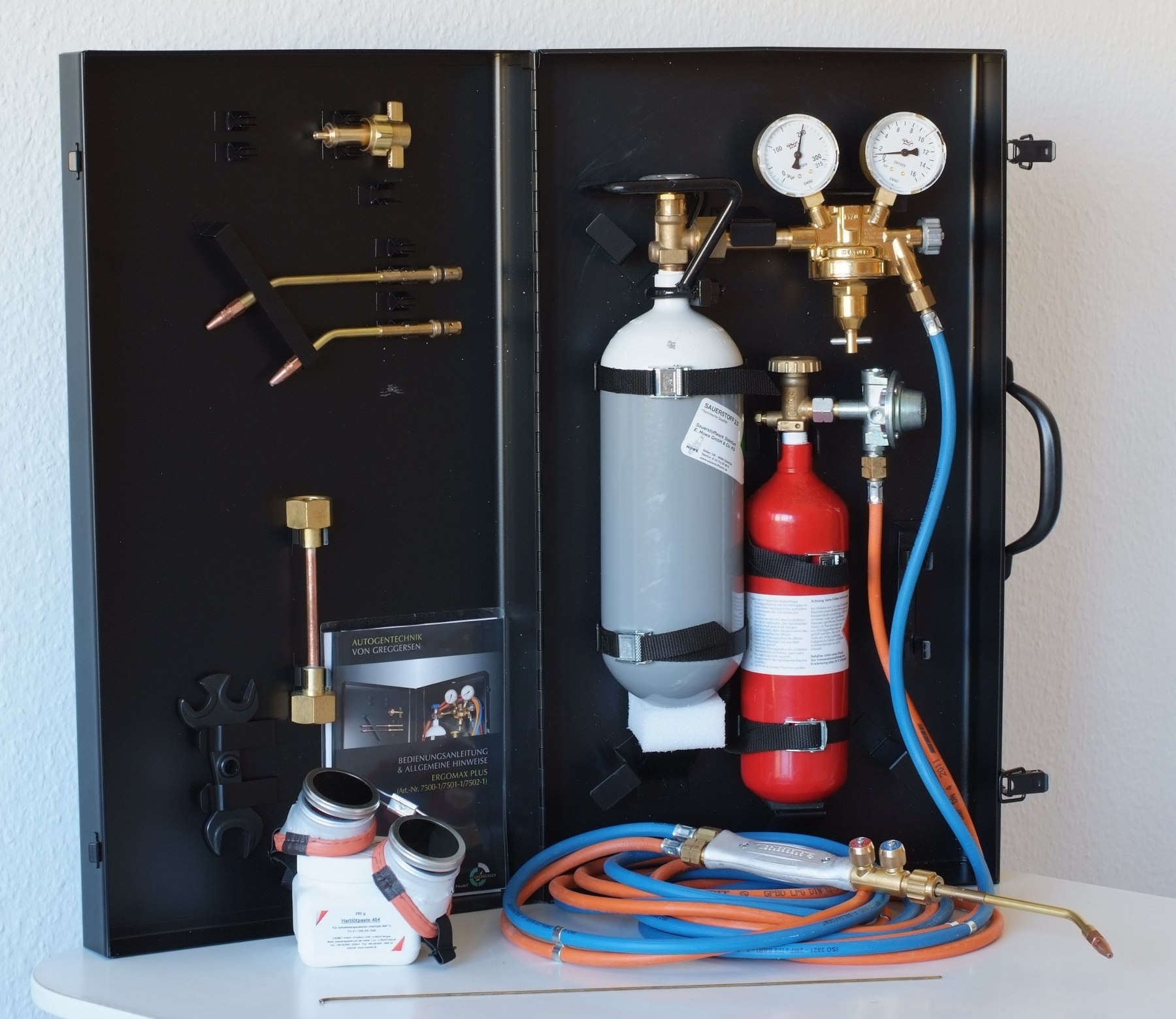
Transportables Gerät (im Koffer) zum Hartlöten mit Propan und Sauerstoff

- in der Herstellung von Bandsägeblättern[1]
- in der Goldschmiede und Schmuckindustrie
- in der Gasinstallation
- im Blechblasinstrumentenbau
- in der Prototypenherstellung der Metallverarbeitung
- in Kunst und Kunsthandwerk
- in der Hochfrequenztechnik bei der Herstellung von Hohlleitern
- beim Werkzeugbau, vor allem bei der Herstellung von Hartmetallwerkzeugen
- im Industrieanlagenbau wie z. B. bei der Herstellung von Wärmeübertragern und in der Kältetechnik

Generell eignet sich das Hartlöten zur Verbindung von Flächen, da bei größeren Kontaktflächen wieder eine gute Belastbarkeit erreicht wird. Ein besonders beliebter Einsatz ist das Verbinden von Rohren mit Fittings, weil das Hartlot den Zwischenraum zwischen Fitting und Rohr schnell und zuverlässig ausfüllt und so das Herstellen einer stoffschlüssigen, gas- und flüssigkeitsdichten Verbindung sehr einfach macht. Durch die gegenüber dem Schweißen niedrigere Temperatur verringert sich die Belastung der Werkstücke, die sich sonst durch Verzug der Werkstücke äußern kann.
Der Hauptvorteil der niedrigen notwendigen Temperatur ist jedoch die reduzierte Anforderung an die Wärmequelle. Es reicht oft ein einfacher Propangasbrenner (Lötlampe), um eine gute Verbindungsqualität zu erreichen. Es entfällt der gefährliche Umgang mit reinem Sauerstoff wie beim Autogenschweißen und der augen- und hautschädlichen Strahlung beim Elektroschweißen.
Fahrradrahmen wurden früher hauptsächlich hartgelötet. Heute – auch wegen der zunehmenden Verbreitung von Aluminium als Werkstoff – werden sie eher geschweißt. Haupteinsatzzwecke des Hartlötens dürfte nach wie vor in der Kalt- und Warmwasserinstallation mit Kupferrohren und in der Kältetechnik liegen. Kupferrohre können mit Messing- oder mit Kupfer-Phosphor-Lot verbunden werden.
Nachteilig wirkt sich die Verwendung verschiedener Metalle und Legierungen innerhalb einer Lötverbindung aus. Hier entstehen oft galvanische Elemente, die zu schneller Korrosion führen können.
Der Goldschmied fügt fast ausschließlich mittels Hartlöten. Da Edelmetalle und ihre Legierungen starke Wärmeleiter sind, ist hier das Schweißen in der Regel nicht möglich. Eine Ausnahme stellen lediglich Platinlegierungen dar, welche auch geschweißt werden können. Das Weichlöten findet hier selten Anwendung, da die Verbindungen nicht homogen und folglich auch nicht besonders beständig sind. Darüber hinaus ist das Weichlot im Gegensatz zu einer fachmännisch ausgeführten Lötung mittels Hartlot sichtbar, was den optischen Anforderungen nicht gerecht wird. Lediglich bei Werkstücken, die keine Hitze vertragen (z. B. Schmuckstück mit Emaille), kam das Weichlöten zuweilen zum Einsatz, wird aber heutzutage mehr und mehr durch das Laserschweißen ersetzt. Um die nötigen Temperaturen beim Hartlöten von Edelmetallen zu erreichen, ist auf jeden Fall eine Sauerstoffzufuhr nötig.